# Slăveni, Olt
Slăveni este un sat în comuna Gostavățu din județul Olt, Oltenia, România.

Planul castrului roman de la Slăveni

În anii 249-250 goții au străpuns limes Alutanus și au distrus tabăra militară romană din Slăveni care, se pare, nu a mai fost locuită de atunci, deoarece ultimele monede descoperite acolo datează din anul 248.
În această comună este datată circa 340-360  prima biserică creștină de pe teritoriul României. Aceasta a fost construită pe locul unde se afla un castru roman care a fost distrus în anul 247. Construcția avea 16 m lungime pe 7 m lățime. În biserică s-a găsit mormântul unui martir. Basilica cu mormântul unui martir aflată în ruinele castrului roman de la Slăveni, datată în secolul IV, cu monede de la Constantin cel Mare și Constantin al II-lea, este cel mai vechi edificiu de cult creștin descoperit până acum pe pământul Daciei.
Castrul roman de la Slăveni (al cărui nume antic nu este cunoscut ) avea rolul de a apăra Romula, capitala provinciei romane Dacia Inferior (Dacia Malvensis).